# Россвілл (Джорджія)
Россвілл (англ. Rossville) — місто (англ. city) в США, в окрузі Вокер штату Джорджія. Населення — 3980 осіб (2020).

## Географія
Россвілл розташований за координатами 34°58′33″ пн. ш. 85°17′22″ зх. д. / 34.97583° пн. ш. 85.28944° зх. д. (34.975773, -85.289567).  За даними Бюро перепису населення США в 2010 році місто мало площу 4,68 км², з яких 4,68 км² — суходіл та 0,01 км² — водойми.

## Демографія
Згідно з переписом 2010 року, у місті мешкало 4105 осіб у 1650 домогосподарствах у складі 1032 родин. Густота населення становила 877 осіб/км².  Було 1921 помешкання (410/км²).
Расовий склад населення:
| - 88,1 % — білих - 8,0 % — чорних або афроамериканців - 0,4 % — азіатів - 0,3 % — корінних американців - 1,2 % — осіб інших рас |

До двох чи більше рас належало 1,9 %. Частка іспаномовних становила 2,8 % від усіх жителів.
За віковим діапазоном населення розподілялося таким чином: 25,6 % — особи молодші 18 років, 57,6 % — особи у віці 18—64 років, 16,8 % — особи у віці 65 років та старші. Медіана віку мешканця становила 36,2 року. На 100 осіб жіночої статі у місті припадало 85,2 чоловіків;  на 100 жінок у віці від 18 років та старших — 78,1 чоловіків також старших 18 років.
Середній дохід на одне домашнє господарство  становив 40 430 доларів США (медіана — 32 182), а середній дохід на одну сім'ю — 46 957 доларів (медіана — 42 917). Медіана доходів становила 36 355 доларів для чоловіків та 24 934 долари для жінок. За межею бідності перебувало 34,3 % осіб, у тому числі 49,0 % дітей у віці до 18 років та 8,6 % осіб у віці 65 років та старших.
Цивільне працевлаштоване населення становило 1419 осіб. Основні галузі зайнятості: мистецтво, розваги та відпочинок — 13,8 %, виробництво — 12,5 %, освіта, охорона здоров'я та соціальна допомога — 11,5 %, роздрібна торгівля — 10,6 %.